# صافرة الظهيرة
صافرة الظهيرة (بالإنجليزية: The Noon Whistle)‏ هو فيلم أبيض وأسود كوميدي أمريكي صامت إنتاج عام 1923 من بطولة ستان لوريل. يصور عمل ستان في شركة للأخشاب لصالح مشرفه فينلايسون وعلى الرغم من عدم وجود الكثير من القصص ، إلا أن هناك الكثير من المواقف الساخرة والحدواث المثيرة في موقع العمل.

## فريق التمثيل
- ستان لوريل في دور تانجلفوت
- جيمس فينلايسون في دور أوهالاهان، رئيس العمال
- كاثرين غرانت في دور سكرتيرة
- سامي بروكس في دور عامل مطاحن
- ويليام غيليسبي في دور رئيس لشركة الأخشاب
- نواه يونغ في دور عامل طاحونة
- جون بي. أوبراين في دور عامل طاحونة

## روابط خارجية
- صافرة الظهيرة  في قاعدة بيانات الأفلام على الإنترنت (بالإنجليزية)